# قيس العاني (لاعب كرة قدم)
قيس العاني (مواليد 29 مارس 1997) هو لاعب كرة قدم بولندي من أصل عراقي يلعب كحارس مرمى لصالح نادي سبارتا كازيمير. ولد في بولندا وكان لاعباً دولياً في منتخب العراق للشباب.

## مسيرته الكروية
شارك العاني لفترة تجريبية مع نادي مالقا في الدوري الإسباني.

## مسيرته الدولية
تلقى العاني دعوة للانضمام إلى المنتخب الوطني العراقي عدة مرات. حيث وُصف بأنه "مرشح ليكون جزءًا أساسيًا من تشكيلة المنتخب العراقي". وفي عام 2018، مثل قيس العاني المنتخب الأولمبي العراقي.

## أسلوب اللعب
قال العاني إنه "تم مدحي... لاستئناف اللعب باستخدام قدمي وثقتي في التدخل".

## حياته الشخصية
وُلِد قيس العاني في بودهالي، بولندا، وتلقى تعليمه في مدرسة جورالي لكرة القدم. نشأ في عائلة مختلطة حيث وُلِد لأب عراقي وأم بولندية، ولديه أخت.

## وصلات خارجية
- قيس العاني  على سكروي
- Kais Al-Ani at Flashscore